# KOI-4878.01
 (décembre 2024).
La mise en forme du texte ne suit pas les recommandations de Wikipédia : il faut le « wikifier ».
Les points d'amélioration suivants sont les cas les plus fréquents :
- Les titres sont pré-formatés par le logiciel. Ils ne sont ni en capitales, ni en gras.
- Le texte ne doit pas être écrit en capitales (les noms de famille non plus), ni en gras, ni en italique, ni en « petit »…
- Le gras n'est utilisé que pour surligner le titre de l'article dans l'introduction, une seule fois.
- L'italique est rarement utilisé : mots en langue étrangère, titres d'œuvres, noms de bateaux, etc.
- Les citations ne sont pas en italique mais en corps de texte normal. Elles sont entourées par des guillemets français : « et ».
- Les listes à puces sont à éviter, des paragraphes rédigés étant largement préférés. Les tableaux sont à réserver à la présentation de données structurées (résultats, etc.).
- Les appels de note de bas de page (petits chiffres en exposant, introduits par l'outil «  Source ») sont à placer entre la fin de phrase et le point final[comme ça].
- Les liens internes (vers d'autres articles de Wikipédia) sont à choisir avec parcimonie. Créez des liens vers des articles approfondissant le sujet. Les termes génériques sans rapport avec le sujet sont à éviter, ainsi que les répétitions de liens vers un même terme.
- Les liens externes sont à placer uniquement dans une section « Liens externes », à la fin de l'article. Ces liens sont à choisir avec parcimonie suivant les règles définies. Si un lien sert de source à l'article, son insertion dans le texte est à faire par les notes de bas de page.
- La présentation des références doit suivre les conventions bibliographiques. Il est recommandé d'utiliser les modèles {{Ouvrage}}, {{Chapitre}}, {{Article}}, {{Lien web}} et/ou {{Bibliographie}}. Le mode d'édition visuel peut mettre en forme automatiquement les références.
- Insérer une infobox (cadre d'informations à droite) n'est pas obligatoire pour parachever la mise en page.

Pour une aide détaillée, merci de consulter Aide:Wikification.
Si vous pensez que ces points ont été résolus, vous pouvez retirer ce bandeau et améliorer la mise en forme d'un autre article.
KOI-4878.01 est une exoplanète candidate qui orbite autour de l'étoile de la séquence principale de type F KOI-4878. Elle est située à environ 1075 années-lumière (329 parsecs) de la Terre,,. Les caractéristiques de la planète sont très similaires à celles de la Terre, et si cela est confirmé, ce serait l'une des planètes les plus semblables à la Terre jamais découvertes. La période orbitale de l'exoplanète est d'environ 449 jours terrestres. Elle est très probablement située dans la zone habitable de son étoile mère,.

## Étoile hôte
Son étoile hôte est une étoile de la séquence principale de type F, légèrement moins massive que le Soleil, bien qu'elle soit environ 5 % plus grande et ait une température d'environ 6 031 K. L'étoile est une étoile de magnitude V 12,4 dans la constellation du Dragon. Malgré l'âge inconnu de l'étoile, sa faible métallicité et sa vitesse spatiale assez élevée suggèrent que KOI-4878 est plus vieille que le Soleil,.

## Détection d'exoplanètes
Une analyse des données du télescope spatial Kepler du premier au douzième trimestre a révélé trois événements de transit possibles, espacés de manière égale dans le temps. Une analyse ultérieure au seizième trimestre a montré que les événements se sont produits sur une période de 449 jours, qu'ils ont duré 12 heures et demie et qu'ils ont atteint une profondeur de transit de 94 ppm.

## Caractéristiques

### Masse
La masse de KOI-4878.01 se situe entre 1,4 et 3,0 masses terrestres ; probablement environ 1,9 masses terrestres,
.

### Rayon
L'exoplanète a un rayon légèrement plus grand que celui de la Terre : 1,05 rayon terrestre.

### Température
Sa température d'équilibre est de 256 K (-16,5 °C ; 2,3 °F), sa température de surface moyenne est d'environ 2,4 °C (4,3 °F) plus froide que celle de la Terre, mais elle pourrait contenir plus de gaz à effet de serre que la Terre pour piéger la chaleur.
| Propriété                       | Basé sur les données KIC | Basé sur de nouvelles données |
| ------------------------------- | ------------------------ | ----------------------------- |
| Période (jours)                 | 449,015 ± 0,021          | 449,015 ± 0,021               |
| Demi-grand axe (UA)             | 1,137 + 0,053/-0,040     | 1.125                         |
| Rayon de la planète (Terre = 1) | 1,04 + 0,38/-0,14        | 1,05                          |
| S eff (Terre=1)                 | 1,05                     | 0,92                          |

## Habitabilité
Les caractéristiques estimées de la planète sont similaires à celles d'une planète analogue à la Terre. Elle effectue une orbite complète autour de son étoile hôte tous les 449 jours terrestres. Sur cette base, KOI-4878.01 devrait se trouver dans la zone habitable de l'étoile,.